# 国际工人救济会
国际工人救济会，或称国际工人援助会（俄语：Международная рабочая помощь），共产国际发起的国际工人的救济组织。总部设在柏林，1933年以后迁至巴黎。宗旨是募捐以帮助各国工人的经济罢工。

## 历史
响应列宁号召，1921年9月12日在柏林成立“救济苏俄灾民委员会”，以救助伏尔加河流域旱灾灾民，特别是伏尔加德意志人。苏俄政府为了不饿死城市居民，派遣武装余粮征集队下乡强行征收粮食。德国共产党领导人之一的威廉·明岑贝尔格是募捐的主要组织者。
1925年5月，上海发生五卅惨案以后，积极参加了当年8月在柏林举行的声援中国工人反对日本帝国主义的群众大会。在会上宣布募集了100万金马克来支援中国工人的罢工斗争，提出了“不许干涉中国”的口号。

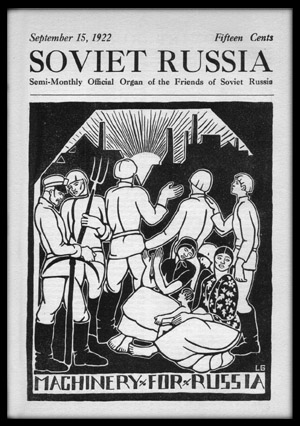
在美国的分支机构：苏俄之友，发行的出版物。

威廉·明岑贝尔格通过在西方发行、上映苏俄电影，并且自己拍摄电影，来扩大社会宣传。  
1933年，由于希特勒当选德国总理，该组织解散。

## 分支组织
国际工人救济会在许多国家设立了支部。出版了50多种刊物。 
- 美国 苏俄之友（英语：Friends of Soviet Russia）

## 进一步阅读
- Vance Kepley, Jr., "The Workers' International Relief and the Cinema of the Left 1921-1935," Cinema Journal, vol. 23, no. 1 (Autumn 1983), pp. 7-23. In JSTOR（页面存档备份，存于）